# Spellcross
Spellcross je počítačová hra, tahová strategie, běžící na platformě MS-DOS/Windows. Její plný název je Spellcross: Poslední bitva, ale kratší označení Spellcross je používanější. U nás[kde?] byla vydána v prosinci 1997, v anglické verzi roku 1998. Představuje první hru vzniklou v bývalém Československu, která se prodávala i v jiných zemích. Vyvinut byl slovenským vývojářským týmem Cauldron. Ač prodejnost nebyla příliš vysoká, bývá hra i dodatečně velmi dobře hodnocena, jak co se týká grafiky, tak příběhu a atmosféry. Hráč se ve hře ujímá velení nad jednotkami Aliance, se kterými se musí postavit nepříteli známému jen jako Other Side (Druhá Strana). Ta není hratelná, ovládá ji počítač.
V Česku hra vyšla v české verzi, která měla oproti anglickému vydání tři stupně obtížnosti (anglická verze měla jen dva). V roce 1999 byla vydána jako příloha nyní již zaniklého časopisu Excalibur.

## Příběh
Příběh hry je zasazen do začátku nového milénia, kdy je lidská civilizace napadena útočníky, kteří se vynořili jakoby odnikud, aby plenili Zemi a zotročili lidský rod. Města leží v troskách a většina armád ustupuje před tlakem záhadnými útočníka, pojmenovaného jako Other Side. Ve víru těchto apokalyptických událostí vzniká ze zbytků světových armád Aliance, jediná vojenská síla stojící v cestě úplné porážce lidstva. Proti krvelačným orkům, elfům, démonům a jiným bytostem je nasazena ta nejmodernější technika a nejlepší bojovníci, kteří přežili první střet s Other Side.

## Jednotky

### Aliance
Na začátku hry má hráč k dispozici jen několik pěších jednotek různých typů, od lehké pěchoty přes komanda až po minometčíky. Postupně, s přibývajícími vítězstvími, získává hráč přístup ke stále pokročilejším jednotkám, z části skutečně existujícím, z části fiktivním (pokročilejší jednotky jsou nasazovány i Other Side). S postupem v hodnostech a růstem dobytého území může do armády zapojit i mechanické jednotky, jako obrněné transportéry a tanky. K dispozici jsou i létající jednotky, dělostřelectvo nebo radary.
Hierarchie armády Aliance
Rota - prapor - pluk - brigáda
Hierarchie hodností velitelů
Nadporučík - kapitán - major - podplukovník - plukovník - generálmajor - generálporučík - armádní generál

### Other Side
V armádách Other Side bojují převážně jednotky známé z fantasy literatury. Na začátku se hráč setká s jednotkami specializovanými na boj zblízka: Orky a jejich silnější obdobou Ka-Orky, postupně se objevují létající jednotky a stroje založené na primitivních principech. V pokročilejších fázích hry hráč narazí i na nepřátele ovládající magii.

## Výzkum
Důležitou součástí hry je také výzkum, jehož zaměření může hráč volit, a který se může soustředit jak na nové technologie, tak na globální výzkumy Other Side, jejich záměrů a jednotek. Každé dobyté území poskytne různé (neobnovitelné) množství zdrojů, které lze rozdělit na příjem (peníze) nebo na výzkum. Záleží jen na hráči jestli, a v jaké výši, zdroje rozdělí. Výsledky výzkumu v podobě nových technologií lze hned využít k vylepšení stávajících jednotek nebo nákupu modernějších.

## Zkušenosti
Hra disponuje systémem zkušenosti jednotek. Jednotky získávají za úspěšné útoky na nepřítele zkušenosti a po dosažení určité míry postupují na další úroveň, což zlepší jejich parametry (zvýší se počet akčních bodů a statistiky jako např. útok, obrana, morálka, dostřel). Stejné jednotky má hráč k dispozici i při přesunu na jiná bojiště, dokud nejsou zabity nebo propuštěny. Obecně platí, že zkušenější slabá jednotka bývá silnější než nezkušená silná.

## Boj
Hra se odehrává ve dvou režimech, při prvním je zobrazena mapa oblasti, ve které jsou zvýrazněny oblasti, na které je možno zaútočit. V tomto režimu je možné nakupovat a vylepšovat jednotky, organizovat je do útvarů i zadávat výzkum a číst výzkumné zprávy. Tento režim je tahový, v jednom tahu může hráč zaútočit jenom jednou. Také body/peníze z dobytých území jsou k dispozici jen určitý počet tahů.
Druhý režim je bojový, představuje samotné bitvy s nepřítelem ve vybrané oblasti. Na počátku si hráč rozmístí na startovací pole vybrané jednotky, a po potvrzení začne jeho první kolo. V něm může provádět akce s jednotkami, pokud ty mají k dispozici dostatek akčních bodů. Pokud si přeje kolo ukončit, klikne na tlačítko konce kola a začne kolo soupeře, po jehož ukončení bude zase řada na hráči. V tomto režimu je k dispozici omezený počet uložení, jejich přesný počet závisí na zvolené obtížnosti (8-4-2).

### Počet útoků
Počet útoků je vyjádřen dobře viditelnými body (červené tečky) na grafickém infu nad jednotkou. Počet útoků závisí jednak na druhu jednotky, jednak na úrovni zkušeností (až +2) a na případných vylepšeních viz Výzkum. Každý útok snižuje akční body jednotky. Každý úspěšný útok zvyšuje morálku jednotky.

### Stav jednotky/léčení
Čím nižší stav jednotky tím méně útok poškodí nepřítele. Dosáhne-li stav jednotky na nulu jednotka zemře a sní i velitel (pokud byl v jednotce přítomen). Zraněné v jednotce lze léčit stiskem ikony Léčení. Při léčení musí mít jednotka plný počet akčních bodů. Během jednoho léčení je možné vyléčit maximálně tolik zraněných, kolik je bojeschopných členů (nezranění lečí raněné). Počet vyléčených jednotek je však maximalne počtu nezraněných za kolo.

### Terén
V bojovém módu ovlivňuje bitvu prostředí, v němž se jednotky pohybují. V mapě jsou terénní nerovnosti (kopce, údolí), stavby (budovy, zdi) i přírodní překážky, jako lesy (výrazně snižují dohled) nebo řeky (jsou nepřekročitelné) či bažiny (výrazně zpomalují postup). Jednotky na kopci mají větší dostřel a dohled, proto bývá výhodné kopce obsazovat.

### Zakopávání a morálka
Originálním prvkem byla možnost zakopání jednotky. To se dělo automaticky, pokud jednotka několik kol neprovedla žádnou akci. Pohyb automaticky ruší zakopání. Úrovně zakopání bylo zobrazena jako žluté tečky v grafickém infu nad jednotkou. Pokud byla jednotka napadena, přicházela o tyto tečky, jednu za každý útok a zakopání radikálne zvyšovalo obranu jednotky (5 zakopání = skoro nezranitelná).Vozidla se mohou zakopat maximálne na úroveň 2. Pěchota k zakopání potřebovala méně kol nečinnosti proti obrněné technice. Zakopání mělo ovšem i temnou stránku: v případě dlouhé nečinnosti začala jednotka ztrácet morálku, takže když byla napadena, mohla zvolit automatický útěk, bez možnosti hráče zasáhnout. Morálka se také snižuje díky ztrátám zdraví jednotky. Její obnovování probíhá pomalu samovolně, pokud jednotka není nečinná a výrazněji, pokud jednotka úspěšně útočila na nepřítele.

## Jak dnes spustit
- Hra je napsána pro MS DOS
- Dnes lze spustit v emulátoru Dosu - DOSBox
- Je nutné instalovat poslední patch v1.07 opravující kritické chyby.